# Норвежский художественный словарь
Норвежский художественный словарь (норв. Norsk kunstnerleksikon) — энциклопедия на языке букмол, в которой содержатся биографические сведения о художниках, скульпторах, архитекторах и других деятелях искусства Норвегии. С 1982 по 1986 год в издательстве Universitetsforlaget под руководством Национальной галереи Норвегии было выпущено четыре тома энциклопедии. В 2013 году она была оцифрована и опубликована на сайте Национальной библиотеки Норвегии.

## Описание

### Состав
Помимо биографий художников в энциклопедии содержатся сведения о норвежских скульпторах, архитекторах, ювелирах, резчиках по дереву и дизайнерах интерьеров.

### Оцифровка
В феврале 2008 года Национальный музей искусства, архитектуры и дизайна получил от Национального центра архивов, музеев и библиотек Норвегии 1 081 000 крон для оцифровки и публикации в интернете онлайн-версии словаря.

## Книги серии
- Norsk kunstnerleksikon: bildende kunstnere, arkitekter, kunst- håndverkere (норв.) / Redaktør — Leif Østby. — Oslo: Universitetsforlaget, 1982. — Bd. 1 (A-G). — S. 851. — ISBN 82-00-05689-9.
- Norsk kunstnerleksikon: bildende kunstnere, arkitekter, kunst- håndverkere (норв.) / Redaktør — Leif Østby. — Oslo: Universitetsforlaget, 1983. — Bd. 2 (H-M). — S. 1046. — ISBN 82-00-06535-9.
- Norsk kunstnerleksikon: bildende kunstnere, arkitekter, kunst- håndverkere (норв.). — Oslo: Universitetsforlaget, 1986. — Bd. 3 (N-So). — S. 632. — ISBN 82-00-06810-2.
- Norsk kunstnerleksikon: bildende kunstnere, arkitekter, kunst- håndverkere (норв.). — Oslo: Universitetsforlaget, 1986. — Bd. 4 (Sp-Å). — S. 603. — ISBN 82-00-18323-8.